# بيجان (ماكو)
بيجان هي قرية في مقاطعة ماكو، إيران. يقدر عدد سكانها بـ 0 نسمة بحسب إحصاء 2016.